# 柏林-卡爾之巢博物館

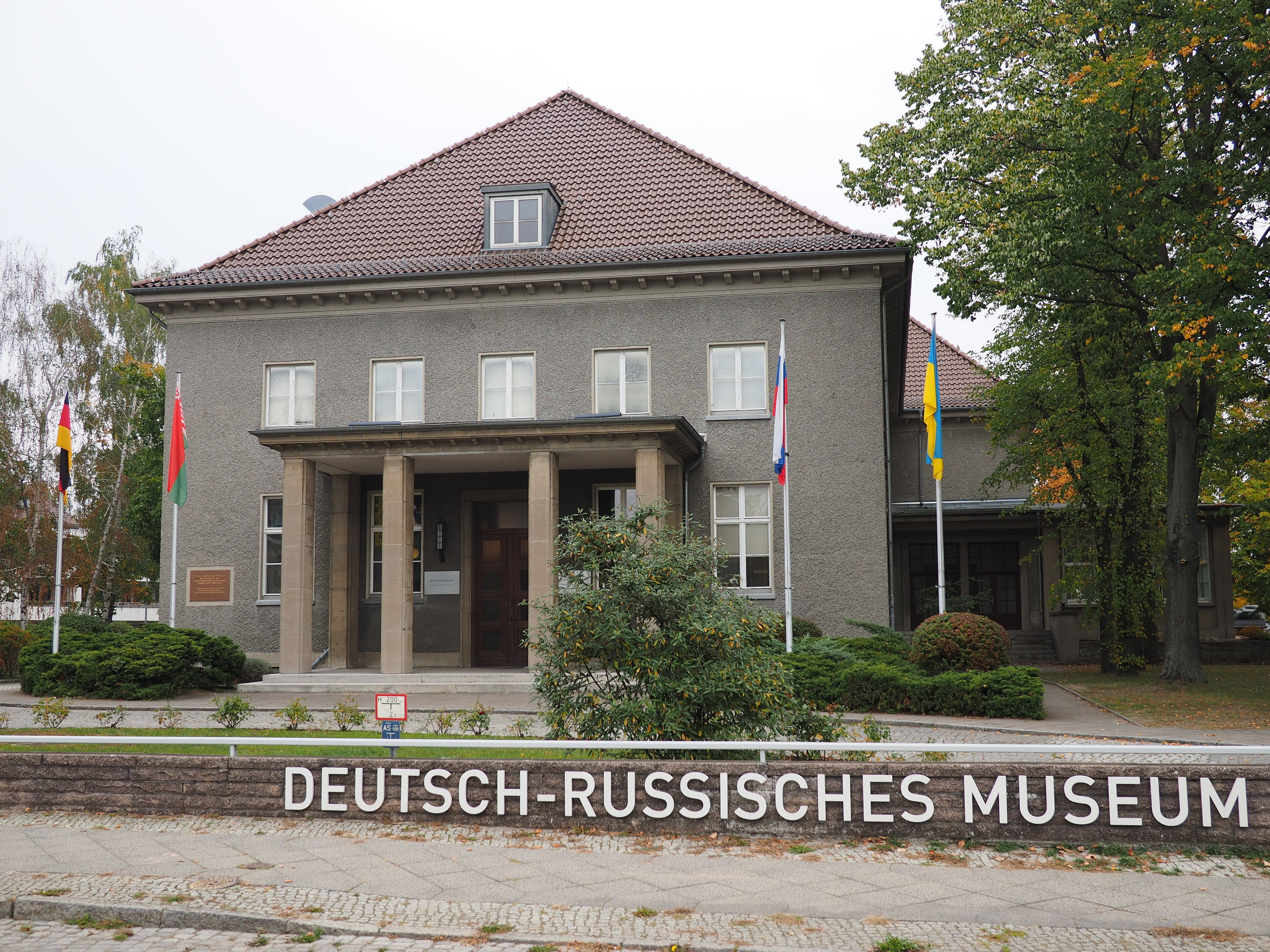

柏林-卡爾之巢博物館（Museum Berlin-Karlshorst），舊名德國-俄羅斯博物館，是一座展示德國-蘇聯及德國-俄羅斯關係的博物館，主要內容聚焦在1941至1945年的德蘇戰爭。

## 外部連結
- Offizielle Homepage des Deutsch-Russischen Museums Berlin-Karlshorst （页面存档备份，存于）

52°29′10″N 13°32′23″E / 52.4861111111°N 13.5397222222°E